# Seututie 624
Pour les articles homonymes, voir Route 624.
La route régionale 624 (finnois : Seututie 624) est une route régionale allant de Kirri à Jyväskylä jusqu'à Vehniä à Laukaa en Finlande,,.

## Présentation
La seututie 624 est une route régionale de Finlande-Centrale.
Elle est parallèle à la valtatie 4.